# Fürstenbrunner Quellhöhle
Die Fürstenbrunner Quellhöhle befindet sich bei Fürstenbrunn, einem Ortsteil von Grödig in Österreich.

## Beschaffenheit
Die Quelle entspringt in 595 m Höhe nahe der östlichen Bewegungsfläche der hier etwa 30 m breiten, 325°- streichenden Bruchzone. Über die Höhle wird seit 1875 die Stadt Salzburg mit Wasser aus dem Dachsteinkalk des Untersbergs versorgt. Sie entwässert wahrscheinlich das Höhlensystem Riesending sowie die Kolowrat-Höhle und die Windlöcher. Bekannt sind 2200 m Länge. Für die Befahrung der verschlossenen Höhle benötigt man eine Sondergenehmigung der Salzburger Trinkwasserversorgung.